# そりこ
そりこは島根県の中海などで使用されていた刳舟。かつては多様な用途に供されたが、末期にはサルボウガイ漁のみに用いられていた。美保神社に保存されている一隻が重要有形民俗文化財に指定されている。別名は一間舟。

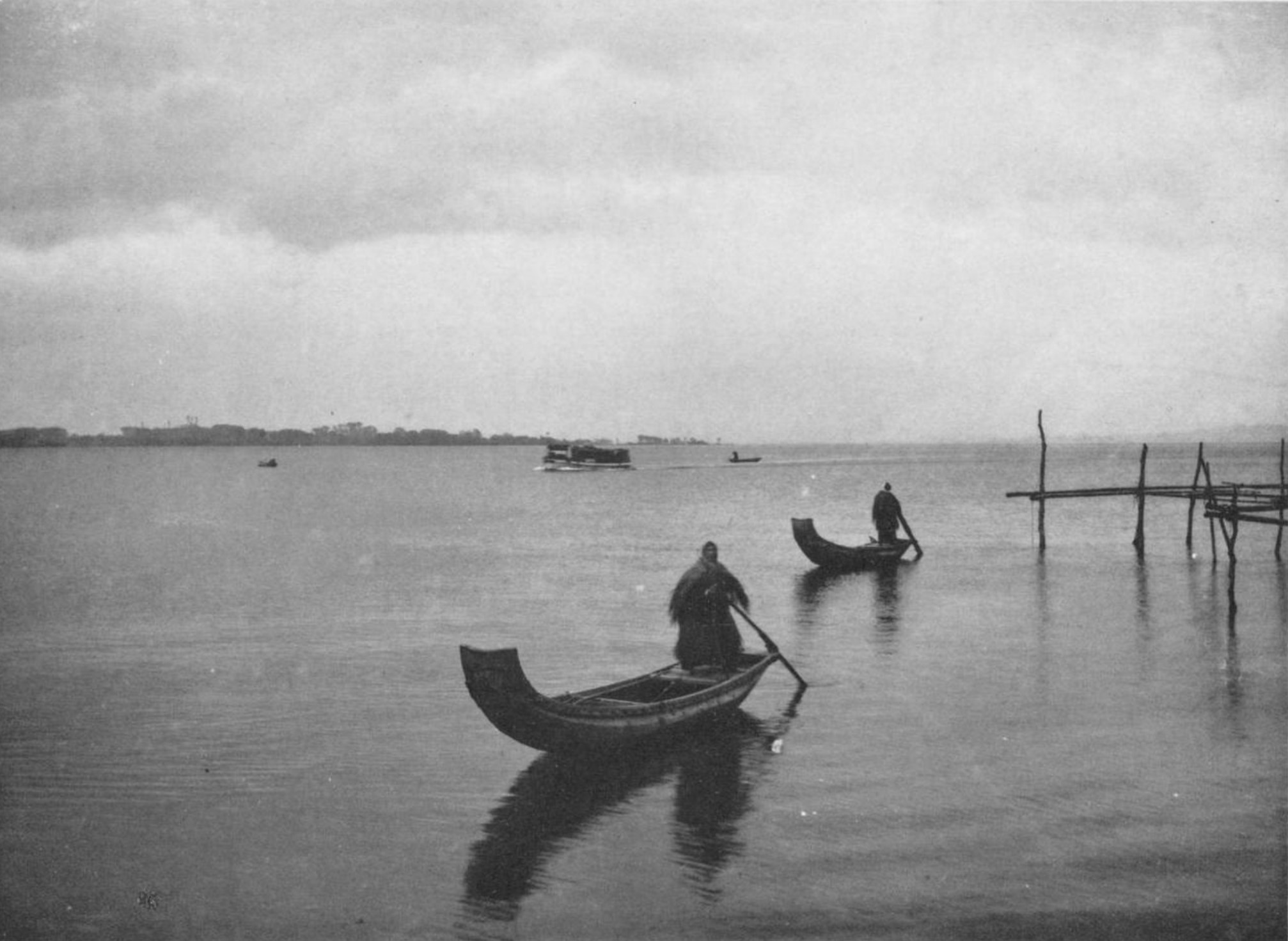
中海に浮かぶそりこ

## 概要
島根県の中海を中心に用いられた刳舟である。従来、そりこはマツまたはモミの一木を丸太彫りして作られていた。しかし大木が得られなくなると次第に2本、3本の木材を継いで用いるようになった。長さは約6メートル、肩幅は広いところで約1メートル、高さは中央部で約56センチメートルである。ただし両端の舳部が極端に反り、この構造から「そりこ」と呼ばれる。（→#構造）
本来の用途は非常に広かったものの、廉価の矧舟が普及するとそれに取って代わられるようになった。中海では「赤貝」（サルボウガイ）を捕るのに適した構造であったため、現代まで利用された。（→#用途）
文献上では宝暦年間の記録がもっとも古い。現代には中海や島根半島北辺から隠岐諸島あたりに確認されるが、福井県に出雲から「反子」に乗って漂着してきた人々の伝承が残っているなど、かつてはより広い範囲で活動していた。（→#歴史）
1960年には舟大工が3軒残っていると報告されていたが、2023年現在ではすでに造船技術は途絶えている。（→#製作）
1963年には、美保神社に保存されている一隻が重要有形民俗文化財に指定された。島根県内の刳舟は、そりこの他に美保神社の諸手船、焼火神社のトモドがあり、これらは1955年にそりこに先んじて重要民俗資料に指定されていた。そりこはこの時点では数が多かったので、どの資料を文化財指定するか決めきれなかったため8年後の指定を待つこととなった。（→#文化財）

## 構造
船体の主な部分をオモキといい、元来は一本木を刳って造っていたが、材木となる大木が得られなくなると次第に2本以上の木を用いて漆と釘で継ぎ合わせるようになった。木材は元はマツを使ったが、木材が不足するようになるとモミを用いるようになった舳部は反っており、さらにその先に反った1尺8寸（約55センチメートル）のツラ板を取り付ける。船尾には8寸（約24センチメートル）のトコをやはりやや反り目に取り付ける。この両端の反った構造から「そりこ」と呼ばれる。
オモキの長さは通常18尺5寸（約5.6メートル）で、ツラ板・トコを取り付けた全長は約21尺（約6.4メートル）を測る。幅はオモキだけで測ると舳部で1尺5寸（約45センチメートル）、艫部では2尺4寸（約73センチメートル）、広いところで2尺8-9寸（約85-88センチメートル）あるが、実際にはタナブチという波除けの部材を取り付けるためそれぞれ4寸（約12センチメートル）幅が大きくなる。高さはオモキだけでは両端が浅く中央部で1尺5寸（約45センチメートル）で、タナブチを取り付けると2寸（約6センチメートル）高くなるので中央部は1尺7寸（約52センチメートル）になる。
かつては遠方との往来にも用いられたため、帆柱を立てるための穴が用意されている。赤貝捕りに用途が限定されてからは専ら樫製の櫓で漕いで使うので、帆掛け船としては用いられなくなっている。

## 用途
そりこは堅牢で追い風に対し安定が良く、速力も速いという利点があったため、水上交通、漁撈、運搬など非常に広い用途に用いられていた。しかし刳舟の製作費は高かったため、より安価な矧舟が登場するとサルボウガイを捕る「ケタヒキ漁」に用途が限定されるようになった。この漁法では、先の曲がった釘が並んで熊手のような形状をした「桁」という漁具を船尾の引き網の先に取り付け、船を漕いで引きずる。すると桁が湖底の泥土をかき回して貝を掘り起こすので、桁の後ろの網で貝を捕っていくという方法をとる。桁が泥土に沈み込んでしまうことを防ぐためには船がローリングする必要があり、そりこはローリングさせることに適していた。そうして徐々に赤貝捕り専用の船として使用されるようになると、そりこはツラ板を長くすることでよりローリングしやすいように改良が加えられた。

## 歴史
そりこの文献上の初見は宝暦13年（1763年）に記された『大根島萬指出帳』である。ここでは「（弓偏に反）小舟」と表記され、大根島に合計21隻が存在すると書かれている。明和8年（1771年）の『大根島萬指出帳』には、そりこは54隻記録されている。その後、1935年には家数が明和年間に比して2倍に達したにもかかわらず大根島のそりこの数は53隻と微減、さらに赤潮の影響で中海の赤貝が減少するとそりこは役目を失い、1960年には大根島で27隻、中海全体でも50-60隻にまで急速な減少を迎えた。そりこの減少の原因として上記の赤貝資源の不漁とともに、大正末から近代漁船として動力船が導入され始めたことが指摘されている。
1960年の時点で「ただ中ノ海の沿岸にしか残らぬ」、1971年には「中海全域で廃船化したものまで入れても十艘とは残っていまい」、1987年には「ただ数艘が標本として残るにすぎない」という状況である。2023年現在では、その造船技術はすでに途絶えてしまっている。標本として、後述の美保神社の資料のほか島根県立古代出雲歴史博物館に所蔵されるものなどが保存されている。

## 製作
1959年現在で3人の船大工が存在していたが、上記のとおり2023年には継承されていない。船大工には製作手法を少しずつ異にする少なくとも2つの系統がある。
そりこの製作は大きく分けて「伐り出し」、「荒削り」、「仕上げ」の3工程からなる。
八束村入江Y氏の系統
- オモキの木どり
カナバをきめる
底を削る
上ツラを削る
肩幅をきめる
ホテをつくる
底の幅をきめる
底の墨を打つ
底の前後を落とす
- オモキ彫り
- オモキの中仕上げ
- ツラ板のとりつけ
ツラシタのとりつけ
ツラ板のとりつけ
- フナバリのとりつけ
- 仕上げ

八束村亀尻K氏の系統
- オモキの木どり
底を削る
カナバをきめる
オモキの墨を打つ
上ツラを削る
ホテをつくる
底の前後を落とす
底をつくりあげる
- オモキ彫り・仕上げ

## 文化財
重要有形民俗文化財
- 「そりこ」 - 1963年5月15日指定[22][23]
指定基準1：交通、運輸、通信に用いられるもの[22]
指定基準2：生産、生業に用いられるもの[22]